# Tramvajová trať Vinohradské hřbitovy – Sídliště Malešice
Tramvajová trať Vinohradské hřbitovy – Sídliště Malešice je plánovaná tramvajová trať v Praze vedoucí z Vinohradských hřbitovů, kde bude navazovat na trať ze Želivského, do oblasti Vinice.

## Historie
Tramvajová trať na sídliště Malešice je plánovaná od roku 1955. Vymezený prostor se nachází uprostřed celé části ulice Počernická. V roce 1995 bylo prověřeno vedení tratě ulicí Počernická. Aktuálním úskalím výstavby tratě je potřeba rekonstrukce káranských vodovodních řadů z let 1913 a 1939, která proběhne společně s výstavbou tramvajové tratě. Na začátku roku 2025 DPP získal pravomocné povolení pro výstavbu tratě a oznámil, že by výstavba měla začít v průběhu roku 2025 a ke zprovoznění by mělo dojít v roce 2027.

## Změna linkového vedení
Trať do Sídliště Malešice budou ve dne obsluhovat linky 15 (Sídliště Barrandov-Anděl-Malostranská-Náměstí Republiky-Flora-Sídliště Malešice) a 21 (Radlická-Újezd-Václavské náměstí-Jiřího z Poděbrad-Sídliště Malešice). Noční provoz zajistí nová linka 90. Plán linkového vedení PID počítá i se změnami tras autobusů. Linka 195 (Sídliště Letňany-Jesenická) zanikne. V úseku Sídliště Malešice-Jesenická ji nahradí prodloužená linka 133 (nově Florenc-Sídliště Malešice-Jesenická), ve zbytku trasy pak linka 188 (nově Kavčí hory-Sídliště Malešice-Sídliště Letňany). Skončí také provoz linky 199 (Sídliště Malešice-Želivského), kterou zcela nahradí tramvaje. 